# Round Hill (Virginie)
Pour les articles homonymes, voir Round Hill.
Round Hill est une municipalité américaine située dans le comté de Loudoun en Virginie. Selon le recensement de 2010, Round Hill compte 539 habitants.

## Géographie
Située dans les contreforts des montagnes Blue Ridge, la municipalité s'étend sur 0,37 mille carré (0,96 km2). Elle se trouve à l'ouest de l'aire métropolitaine de Baltimore-Washington.

## Histoire
Round Hill se développe au milieu du XIXe siècle sur la route entre Leesburg et Snicker's Gap ; son bureau de poste ouvre en mars 1858. La localité devient peu à peu le centre commercial de la région au détriment de Woodgrove, notamment après l'arrivée du Washington and Old Dominion Railroad (en) en 1874. L'Assemblée générale de Virginie lui accorde le statut de municipalité le 5 février 1900.
Le centre historique de Round Hill est inscrit au Registre national des lieux historiques.

## Démographie
Selon l'American Community Survey de 2018, la population de Round Hill est davantage blanche et aisée que le reste de la Virginie et des États-Unis. Les blancs représentent en effet plus de 97 % de la population, contre 69,5 % à l'échelle de l'État et 76,5 % dans le pays. Le revenu médian par foyer y est de 105 536 dollars, bien supérieur à celui de la Virginie (71 564 dollars) ou des États-Unis (60 293 dollars). Son taux de pauvreté est parallèlement largement inférieur (3 % contre 10,7 % et 11,8 %),.